# Orthosiphon
Orthosiphon este un gen de plante din familia Lamiaceae, nativ în Africa, Asia de Sud și Queensland, având o specie (O. americanus) și în Columbia.

## Specii
1. Orthosiphon adenocaulis A.J.Paton & Hedge - Madagascar
2. Orthosiphon allenii (C.H.Wright) Codd - Zair și Tanzania — Zimbabwe
3. Orthosiphon americanus Harley & A.J.Paton - Columbia
4. Orthosiphon argenteus A.J.Paton & Hedge - Madagascar
5. Orthosiphon aristatus (Blume) Miq. - China, Subcontinentul Indian, Asia de Sud, Queensland; naturalizată în Fiji
6. Orthosiphon biflorus A.J.Paton & Hedge - Madagascar
7. Orthosiphon bullosus Chiov. - Somalia
8. Orthosiphon cladotrichos Gürke  - Tanzania
9. Orthosiphon cuanzae (I.M.Johnst.) A.J.Paton - Angola
10. Orthosiphon discolor A.J.Paton & Hedge - Madagascar
11. Orthosiphon ellipticus A.J.Paton & Hedge - Madagascar
12. Orthosiphon exilis A.J.Paton & Hedge - Madagascar
13. Orthosiphon ferrugineus Balf.f. - Socotra
14. Orthosiphon fruticosus Codd - Northern Province of South Africa
15. Orthosiphon glandulosus C.E.C.Fisch - Assam, provincia Ranong din Thailanda
16. Orthosiphon hanningtonii (Baker) A.J.Paton - Kenya, Tanzania
17. Orthosiphon humbertii Danguy - Madagascar
18. Orthosiphon incurvus Benth. in N.Wallich - Himalayas from Nepal to Myanmar
19. Orthosiphon lanatus Doan ex Suddee & A.J.Paton - Vietnam
20. Orthosiphon miserabilis A.J.Paton & Hedge - Madagascar
21. Orthosiphon newtonii Briq. - Angola
22. Orthosiphon nigripunctatus G.Taylor - Angola, Zambia
23. Orthosiphon pallidus Royle ex Benth. - tropice + Africa estică, Madagascar, Peninsula Arabică, India, Pakistan
24. Orthosiphon parishii Prain - Myanmar, Thailanda
25. Orthosiphon parvifolius Vatke - Ethiopia, Tanzania, Kenya, Uganda
26. Orthosiphon pseudoaristatus Suddee - Thailanda
27. Orthosiphon robustus Hook.f. - Assam
28. Orthosiphon rotundifolius Doan ex Suddee & A.J.Paton - Thailanda, Vietnam
29. Orthosiphon ruber A.J.Paton & Hedge - Madagascar
30. Orthosiphon rubicundus (D.Don) Benth. - China de sud, Himalaya, Indochina
31. Orthosiphon rufinervis G.Taylor - Angola, Zambia
32. Orthosiphon sarmentosus A.J.Paton & Hedge - Madagascar
33. Orthosiphon scapiger Benth.  - Himalaya
34. Orthosiphon scedastophyllus A.J.Paton - Tanzania, Mozambique
35. Orthosiphon schimperi Benth.  - tropical + Africa de Sud de la Guineea la Somalia până în Transvaal
36. Orthosiphon schliebenii A.J.Paton - Tanzania
37. Orthosiphon thymiflorus (Roth) Sleesen - Africa tropicală, Madagascar, Saudi Arabia, India, Sri Lanka, Indochina, Java
38. †Orthosiphon truncatus Doan ex Suddee & A.J.Paton - Vietnam
39. Orthosiphon vernalis Codd - Swaziland
40. Orthosiphon violaceus Briq - Angola
41. Orthosiphon wattii Prain - Assam
42. Orthosiphon wulfenioides (Diels) Hand.-Mazz. - Guangxi, Guizhou, Sichuan, Yunnan

Orthosiphon thymiflorus în Andhra Pradesh, India
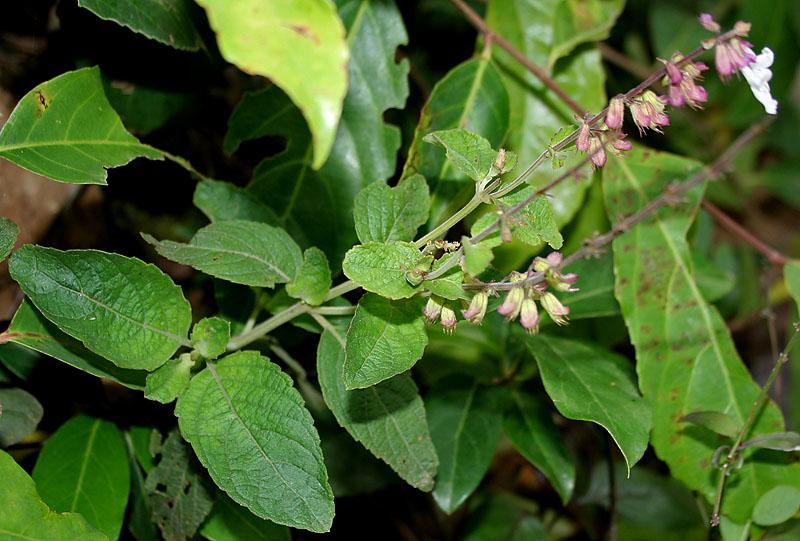
Orthosiphon thymiflorus în Andhra Pradesh, India